# 桑傑士·布拉斯克斯
薩盧斯蒂亞諾·桑傑士·布拉斯克斯（西班牙語：Salustiano Sanchez Blazquez，1901年6月8日—2013年9月13日），又譯为薩盧斯蒂亞諾·桑契斯·布拉斯克斯，西班牙裔美国超级人瑞。

## 生平
1901年6月8日出生於西班牙卡斯提亞-雷昂薩拉曼卡省埃爾特哈多卡斯蒂利亞村。
他在柯林斯長大後自學，他年輕時就會玩，以賺取零用錢。17歲時和他的哥哥跟一些朋友移入古巴，並在此地的甘蔗田工作。1920年8月移入美國並在肯塔基州林奇得到一份煤礦的工作。
1934年和Pearl结婚，他們育有一個兒子約瀚·布拉斯克斯（John Blazquez）和一個女兒艾琳·布拉斯克斯（Lrene Blazquez），還有7位孫子、15位曾孫和5位玄孫。布拉斯克斯表示他的長壽秘方是每天吃一根香蕉和服用六錠阿納辛。
於2013年9月13日在美國紐約州伊利縣格蘭德艾蘭逝世，享嵩壽112歲97天。

## 延伸閱讀
- 史上最年長男性（前10名）
- 获验獲驗證的最長壽男性列表
- 各國最年長者列表（英语：List of oldest people by nation）
- 詹姆斯·麥可闊爾杯

## 註解
1. 1 2 3 4  . 老人学研究组织.   [2022年8月28日]. （原始内容存档于2022年8月28日）.